# Wolfgang Ipolt
Wolfgang Ipolt, né le 17 mars 1954 à Gotha (Thuringe, Allemagne), est un prélat et théologien catholique allemand, évêque de Görlitz depuis 2011.

## Biographie
Après avoir étudié la théologie à Erfurt, Wolfgang Ipolt est ordonné prêtre, le 30 juin 1979, par Hugo Aufderbeck (de), en la cathédrale d'Erfurt puis est nommé aumônier à Worbis.
En 1985, Wolfgang Ipolt devient prêtre dans la paroisse Saint-Laurent d'Erfurt, puis, en 1989, il est nommé chancelier du séminaire d'Erfurt ainsi que de l'école de formation centrale en RDA. En parallèle, il a acquiert une licence en théologie et en théologie pastorale avec une thèse sur la catéchèse en RDA. En 1992, Ipolt devient prêtre à Nordhausen puis, en 2001, est nommé chanoine de la cathédrale d'Erfurt.
En novembre 2004, il est nommé successeur d'Ulrich Werbs à la direction du séminaire régional d'Erfurt, seul centre de formation à la prêtrise dans le territoire de l'ancienne RDA. Dans le même temps, il enseigne la théologie catholique et la théologie spirituelle à l'Université d'Erfurt.
Le 18 juin 2011, le pape Benoît XVI le nomme évêque de Görlitz. Il choisit alors comme devise épiscopale « Odorem Notitiae Christ manifestare » ("le parfum de la connaissance du Christ se propage"). Il reçoit sa consécration épiscopale de l'archevêque de Berlin, Rainer Woelki, le 28 août 2011 en la cathédrale de Görlitz (de). Ses co-consécrateurs sont Joachim Wanke et Konrad Zdarsa, évêque d'Augsbourg.